# Addicted to Fun
Addicted to Fun (traducibile "patito del divertimento") è una serie di tre raccolte di videogiochi pubblicate in Europa nel 1991-1992 dalla Ocean Software per gli home computer Amiga, Amstrad CPC, Atari ST, Commodore 64 e ZX Spectrum.
Ogni raccolta ha un diverso tema e contiene tre giochi già usciti in precedenza, in buona parte pubblicati originariamente dalla Ocean nelle loro versioni per computer.

## Videogiochi

### Rainbow Collection
Raccolta di videogiochi a piattaforme in stile cartonesco, convertiti da arcade. Annunciata come The Rainbow Collection, fu la prima raccolta della serie a uscire, probabilmente nell'autunno 1991.
- Bubble Bobble
- The New Zealand Story
- Rainbow Islands

### Ninja Collection
Raccolta di picchiaduro a scorrimento convertiti da arcade. Uscì probabilmente a fine 1991/inizio 1992.
- Double Dragon
- Dragon Ninja
- Shadow Warriors

La versione di Double Dragon per Commodore 64 contenuta nella raccolta è quella pubblicata qualche anno prima dalla Melbourne House, non quella differente pubblicata dalla Ocean nel 1991.

### Sports Collection
Raccolta di videogiochi sportivi misti. Uscì probabilmente nel 1992 inoltrato.
- Pro Tennis Tour
- Run the Gauntlet
- World Cup Soccer: Italia '90

## Accoglienza
Tre giochi in una raccolta a prezzo pieno potevano apparire un po' pochi e spesso erano già usciti singolarmente anche in edizione economica. Comunque la stampa europea di settore dell'epoca apprezzò molto Rainbow Collection, almeno nelle sue versioni Amiga, Commodore 64 e ZX Spectrum, poiché radunava tre titoli di grande qualità.
Ninja Collection ricevette invece molti giudizi mediocri o poco entusiasti per le stesse piattaforme, con un'eccezione di Computer and Video Games che apprezzò la raccolta per Amiga e Atari ST.
L'ultima Sports Collection fu meno presente sulla stampa e venne poco apprezzata nell'edizione Amiga.